# Laffrey
Laffrey är en kommun i departementet Isère i regionen Auvergne-Rhône-Alpes i sydöstra Frankrike. Kommunen ligger i kantonen Vizille som tillhör arrondissementet Grenoble. År 2022 hade Laffrey 468 invånare.

## Befolkningsutveckling
Antalet invånare i kommunen Laffrey
Referens:INSEE